# Église Notre-Dame-de-Prospérité de Clermont-Ferrand
L'église Notre-Dame-de-Prospérité ou église Notre-Dame de Montferrand est une ancienne collégiale catholique située à Montferrand à Clermont-Ferrand, en Auvergne. Elle est classée monuments historiques en 1846.

## Historique
Une charte de 1196 de la comtesse G., épouse de Robert IV Dauphin d'Auvergne, interdisant aux clercs de résider dans la ville, les édifices religieux furent d'abord construits hors des remparts : prieuré Saint-Robert, accueillant officiellement la paroisse, couvent des Cordeliers ... Seule la chapelle du château, proche du donjon, y était admise, desservie par des chanoines, placée sous le vocable de Nostra Dona.
Les dangers de la guerre de Cent Ans poussèrent les habitants à obtenir du seigneur l'installation d'une paroisse intra-muros, afin de ne plus sortir des remparts pour se rendre aux églises des faubourgs. La nouvelle paroisse fut instituée dans la chapelle castrale.
Le chantier de transformation de l'édifice aux besoins paroissiaux commence dès 1340. Les difficultés de la période rendirent le chantier lent, souvent interrompu. Une première phase de travaux entre 1340 et 1390 correspond à la construction du chœur surmonté d'une flèche et du début de la nef, la seconde s'étend de 1450 à 1560, avec l'achèvement de la nef, des chapelles latérales, l'élévation du portail occidental et de ses deux tours.
L'église Notre-Dame-de-Prospérité est une réalisation de style gothique méridional. Elle se présente sous la forme d'une nef unique terminée par un chevet à trois pans, flanquée de chapelles latérales
Des travaux opérés au XVIe siècle ont amené à la réalisation d'une horloge à même la roche du clocher où ont également été réalisées trois cloches. Il ne reste qu'une tour, la seconde ayant été détruite à la Révolution.
Son mobilier provient des différentes églises détruites à la Révolution.

## Sources